# Хрулёва, Жанна Владимировна
Жанна Владимировна Хрулёва (род. 29 августа 1942, Балей, Читинская область, РСФСР, СССР) — советская и российская актриса, заслуженная артистка РСФСР (1975).

## Биография
Родилась 29 августа 1942 года в городе Балей Читинской области в семье военнослужащего и была четвёртым ребёнком в семье. В скором времени семья переехала в Ангарск Иркутской области, где будущая актриса в 1959 году окончила среднюю школу.
В 1959—1961 годах Жанна Хрулёва работала в Московском театре юного зрителя, а 1961—1966 годах была актрисой Иркутского театра.
В 1965 году Жанна Владимировна окончила Иркутское театральное училище и с 1966 года выступала на сцене Красноярского ТЮЗа.
В 1976—1986 годах была артисткой Орловского ТЮЗа, а в 1975 году удостоилась звания «Заслуженной артистки РСФСР».
С 1985 года Жанна Владимировна Хрулёва выступает на сцене Владимирского академического театра драмы.
В 2016 году Жанна Владимировна стала лауреатом премии имени Евгения Евстигнеева.

## Звания и награды
- 3 сентября 1975 — заслуженная артистка РСФСР.
- 4 августа 2022 — медаль «За заслуги перед Владимирской областью»[10]